# Wolfgang Balzereit
Wolfgang Balzereit (* 18. Februar 1952) ist ein ehemaliger deutscher Fußballspieler.

## Werdegang
Der Stürmer Wolfgang Balzereit begann seine Karriere beim SC Union 06 Berlin. Mit Union wurde Balzereit im Jahre 1976 Meister der Amateurliga Berlin. Die Berliner scheiterten jedoch in der Aufstiegsrunde zur 2. Bundesliga an SV Arminia Hannover und den SC Herford. Balzereit wechselte daraufhin nach Herford und gab am 14. August 1976 beim 3:1-Sieg gegen die SG Wattenscheid 09 sein Debüt in der 2. Bundesliga. Insgesamt kam er jedoch nur auf fünf Zweitligaspiele, in denen er kein Tor erzielte. Balzereit verließ Herford am Saisonende mit unbekanntem Ziel.